# Francisco Eugenio Tamariz
Francisco Eugenio Tamariz y Gordillo fue un político y militar ecuatoriano. 

## Bibliografía

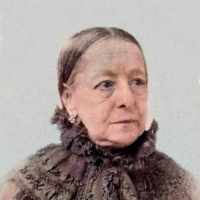
Rosa Victoriana de La Encarnación García de Trelles y Vintimilla

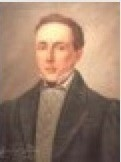
Coronel Francisco Eugenio Tamariz.

### Trayectoria
Cuando fue invadido Ecuador él se presentó como voluntario, presto al país sus servicios. Así luchó contra la guerra grancolombo-peruana de 1829, ya en grado de coronel. Se distinguió por el excelente manejo de  la Hacienda Pública ecuatoriana. Bolívar lo nombró director de la Tesorería del Azuay, y Rocafuerte (con quien en un principio no simpatizó) le hizo su ministro de Hacienda en su primer Gabinete, cargo que desempeñó con suma responsabilidad y acierto. No obstante, por la oposición a sus medidas de algunos comerciantes, fue destituido y declarado incapaz para tal cargo, pero el tiempo confirmó la bondad de sus disposiciones. García Moreno le encargó en 1863 la Administración de Aduanas de Guayaquil, y allí permaneció dos años, hasta que de nuevo se hizo cargo del Ministerio de Hacienda. 
En la política del país participó como senador por el Azuay en 1839; fue miembro de la  Convención Nacional (1843) en la que firmó la nueva Constitución, conocida como Carta de la Esclavitud porque por ella se concedía a Flores ocho años más de mandato presidencial; gobernador del Azuay y diputado por Guayaquil. Para su época, puede ser considerado como un científico y artista dada la amplitud de sus conocimientos. Jamás abandonó el cultivo de las letras, ciencias y artes, ni perdió el hilo de la política de Europa ni de América.
Fue muy amigo de expresar sus ideas por escrito en periódicos de Cuenca y Guayaquil, principalmente. Se hizo célebre por su larga polémica con el franciscano Vicente Solano, de quien en un principio fue amigo, pero con quien rompió a raíz de los agravios que el fraile le propinara en un escrito, sin que mediara motivo importante. Esta polémica duró hasta 1851, cuando encontrándose Tamariz gravemente enfermo, llamó al padre para pedirle perdón. En las diatribas contra el Padre Solano, se mostró como hombre  de gracia y donaire y de gran sentido del humor. 

### Escritos
- Diálogo joco-serio entre el Padre Patisucio y Antonio Nalgo o Nalgas (1837, publicada en Guayaquil).
- Escopetazo a los pájaros de Safón, inclusive un murciélago (1837).
- Carta de una comadre a fray Gensenio de la Predestinación (1842).
- El patriota convencional (1843).
- Calumnias refutadas (1846), folleto en el que defiende su gestión política.

### Fallecimiento
Francisco Eugenio Tamariz falleció en Cuenca, Ecuador, en 1880.